# Zugersee

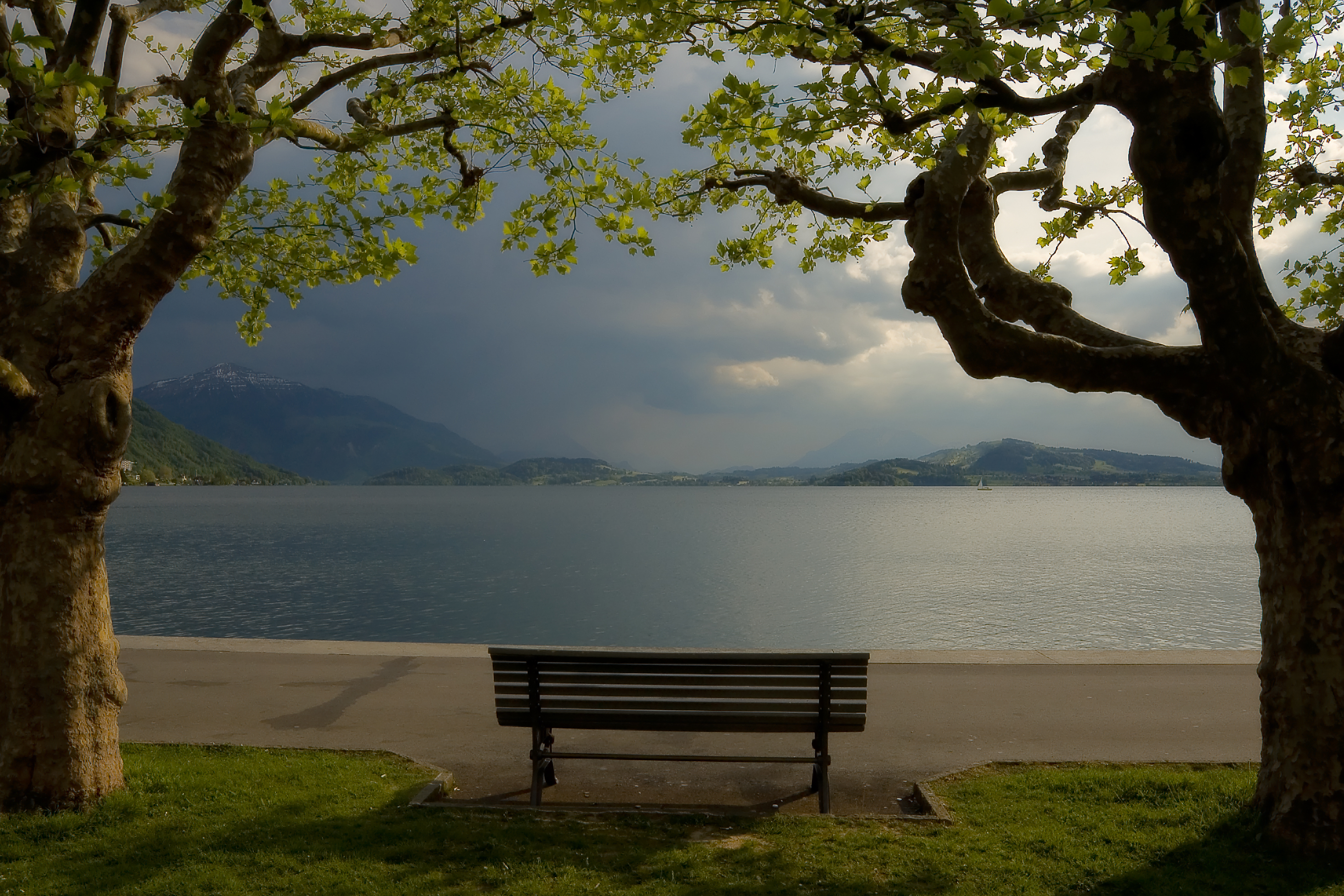
Jezioro Zug. W tle widoczna jest góra Rigi.

Zug, jezioro Zugskie (niem. Zugersee, fr. Lac de Zoug) – jezioro w północno-wschodniej Szwajcarii.
Jezioro Zug leży u północnych podnóży Alp, nieco na północ od Jeziora Czterech Kantonów. Największa część jeziora znajduje się w granicach kantonu Zug, część południowa – w granicach kantonu Schwyz, a niewielki fragment zachodniego brzegu jeziora należy do kantonu Lucerna.
Powierzchnia jeziora wynosi 38 km², głębokość do 198 m. Lustro wody jeziora leży na średniej wysokości 417 m n.p.m.
Na brzegu jeziora leży miasto Zug.